# 846
846 (DCCCXLVI) var ett normalår som började en fredag i den julianska kalendern.

## Händelser

### Okänt datum
- Peterskyrkan plundras av saracenerna under Roms skövling.

## Födda
- 1 november – Ludvig den stammande, kung av Akvitanien 867–879 och av Västfrankiska riket 877–879

## Avlidna
- Bai Juyi, kinesisk författare.